# Jan I (koptyjski patriarcha Aleksandrii)
Jan I (dla prawosławnych: Jan II) (zm. 29 kwietnia 505) – 29. patriarcha (papież) Koptyjskiego Kościoła Ortodoksyjnego; sprawował urząd w latach 496–505. Był podobnie jak Atanazy II jednym patriarchą dla monofizytów i ich przeciwników. Według numeracji prawosławnej nazywany jest Janem II.